# Interlands Canadees voetbalelftal 2000-2009
Deze pagina toont een chronologisch en gedetailleerd overzicht van de interlands die het Canadees voetbalelftal speelde in de periode 2000 – 2009.

## Interlands

### 2000
|                                                      |                    |       |        | |
| 7 januari Vriendschappelijk № 225 «onderlinge duels» | Trinidad en Tobago | 0 – 0 | Canada | Haseley Crawford Stadium, Port of Spain Toeschouwers: 6.760 Scheidsrechter: Peter Prendergast (JAM) |
| 7 januari Vriendschappelijk № 225 «onderlinge duels» |                    |       |        | Haseley Crawford Stadium, Port of Spain Toeschouwers: 6.760 Scheidsrechter: Peter Prendergast (JAM) |

|                                                       |         |                                 |        |                                                                                       |
| 11 januari Vriendschappelijk № 226 «onderlinge duels» | Bermuda | 0 – 2                           | Canada | National Stadium, Hamilton Toeschouwers: 1.400 Scheidsrechter: Stuart Crockwith (BER) |
| 11 januari Vriendschappelijk № 226 «onderlinge duels» |         | 25' Martin Nash 30' Martin Nash |        | National Stadium, Hamilton Toeschouwers: 1.400 Scheidsrechter: Stuart Crockwith (BER) |

| CONCACAF Gold Cup |
| ----------------- |

|                                                                |                                              |       |                                   |                                                                                          |
| 13 februari CONCACAF Gold Cup Groep D № 227 «onderlinge duels» | Canada                                       | 2 – 2 | Costa Rica                        | Qualcomm Stadium, San Diego Toeschouwers: 22.131 Scheidsrechter: Peter Prendergast (JAM) |
| 13 februari CONCACAF Gold Cup Groep D № 227 «onderlinge duels» | Carlo Corazzin 19' (pen.) Carlo Corazzin 57' |       | 10' Jafet Soto 54' Harold Wallace | Qualcomm Stadium, San Diego Toeschouwers: 22.131 Scheidsrechter: Peter Prendergast (JAM) |

|                                                                          |        |       |            |                                                                                      |
| 15 februari CONCACAF Gold Cup Groep D № 228 «onderlinge duels» 19:00 uur | Canada | 0 – 0 | Zuid-Korea | Memorial Coliseum, Los Angeles Toeschouwers: 23.621 Scheidsrechter: Brian Hall (USA) |
| 15 februari CONCACAF Gold Cup Groep D № 228 «onderlinge duels» 19:00 uur |        |       |            | Memorial Coliseum, Los Angeles Toeschouwers: 23.621 Scheidsrechter: Brian Hall (USA) |

|                                                                    |                   |            |                                         |                                                                                          |
| 20 februari CONCACAF Gold Cup Kwartfinale № 229 «onderlinge duels» | Mexico            | 1 – 2 (gg) | Canada                                  | Qualcomm Stadium, San Diego Toeschouwers: 18.062 Scheidsrechter: Peter Prendergast (JAM) |
| 20 februari CONCACAF Gold Cup Kwartfinale № 229 «onderlinge duels» | Ramón Ramírez 35' |            | 83' Carlo Corazzin 92' Richard Hastings | Qualcomm Stadium, San Diego Toeschouwers: 18.062 Scheidsrechter: Peter Prendergast (JAM) |

|                                                                     |                    |                 |        |                                                                                        |
| 24 februari CONCACAF Gold Cup Halve finale № 230 «onderlinge duels» | Trinidad en Tobago | 0 – 1           | Canada | Los Angeles Memorial Coliseum Toeschouwers: 2.841 Scheidsrechter: Gustavo Méndez (URU) |
| 24 februari CONCACAF Gold Cup Halve finale № 230 «onderlinge duels» |                    | 68' Mark Watson |        | Los Angeles Memorial Coliseum Toeschouwers: 2.841 Scheidsrechter: Gustavo Méndez (URU) |

|                                                               |          |                                            |        |                                                                                            |
| 27 februari CONCACAF Gold Cup Finale № 231 «onderlinge duels» | Colombia | 0 – 2                                      | Canada | Memorial Coliseum, Los Angeles Toeschouwers: 6.197 Scheidsrechter: Peter Prendergast (JAM) |
| 27 februari CONCACAF Gold Cup Finale № 231 «onderlinge duels» |          | 45' Jason de Vos 68' (pen.) Carlo Corazzin |        | Memorial Coliseum, Los Angeles Toeschouwers: 6.197 Scheidsrechter: Peter Prendergast (JAM) |

|  |  |  |  |  |  |  |  |  |

|                                                   |                 |       |                    |                                                                                       |
| 27 mei Vriendschappelijk № 232 «onderlinge duels» | Canada          | 1 – 0 | Trinidad en Tobago | Varsity Stadium, Toronto Toeschouwers: 8.870 Scheidsrechter: Ricardo Valenzuela (USA) |
| 27 mei Vriendschappelijk № 232 «onderlinge duels» | Jeff Clarke 50' |       |                    | Varsity Stadium, Toronto Toeschouwers: 8.870 Scheidsrechter: Ricardo Valenzuela (USA) |

|                                                   |                                         |       |                   |                                                                                         |
| 30 mei Vriendschappelijk № 233 «onderlinge duels» | Canada                                  | 2 – 1 | Honduras          | Winnipeg Soccer Complex, Winnipeg Toeschouwers: 5.400 Scheidsrechter: Tim Weyland (USA) |
| 30 mei Vriendschappelijk № 233 «onderlinge duels» | Paul Peschisolido 27' Kevin McKenna 81' |       | 47' Orbin Cabrera | Winnipeg Soccer Complex, Winnipeg Toeschouwers: 5.400 Scheidsrechter: Tim Weyland (USA) |

|                                                 |      |                  |        |                                                                                         |
| 4 juni WK-kwalificatie № 233 «onderlinge duels» | Cuba | 0 – 1            | Canada | Estadio Pedro Marrero, Havana Toeschouwers: 6.000 Scheidsrechter: Marcio Carranza (HON) |
| 4 juni WK-kwalificatie № 233 «onderlinge duels» |      | 39' Jason de Vos |        | Estadio Pedro Marrero, Havana Toeschouwers: 6.000 Scheidsrechter: Marcio Carranza (HON) |

|                                                  |        |       |      |                                                                                                 |
| 11 juni WK-kwalificatie № 234 «onderlinge duels» | Canada | 0 – 0 | Cuba | Winnipeg Soccer Complex, Winnipeg Toeschouwers: 9.000 Scheidsrechter: Victorino Rodriguez (SLV) |
| 11 juni WK-kwalificatie № 234 «onderlinge duels» |        |       |      | Winnipeg Soccer Complex, Winnipeg Toeschouwers: 9.000 Scheidsrechter: Victorino Rodriguez (SLV) |

|                                                  |        |                                |                    |                                                                                           |
| 16 juli WK-kwalificatie № 235 «onderlinge duels» | Canada | 0 – 2                          | Trinidad en Tobago | Commonwealth Stadium, Edmonton Toeschouwers: 25.000 Scheidsrechter: Rodolfo Sibrian (SLV) |
| 16 juli WK-kwalificatie № 235 «onderlinge duels» |        | 43' Angus Eve 73' Dwight Yorke |                    | Commonwealth Stadium, Edmonton Toeschouwers: 25.000 Scheidsrechter: Rodolfo Sibrian (SLV) |

|                                                  |        |       |        |                                                                                                 |
| 23 juli WK-kwalificatie № 236 «onderlinge duels» | Panama | 0 – 0 | Canada | Estadio Rommel Fernández, Panama-Stad Toeschouwers: 20.000 Scheidsrechter: Samuel Richard (DOM) |
| 23 juli WK-kwalificatie № 236 «onderlinge duels» |        |       |        | Estadio Rommel Fernández, Panama-Stad Toeschouwers: 20.000 Scheidsrechter: Samuel Richard (DOM) |

|                                                      |                                                 |       |        |                                                                                       |
| 15 augustus WK-kwalificatie № 237 «onderlinge duels» | Mexico                                          | 2 – 0 | Canada | Estadio Azteca, Mexico-Stad Toeschouwers: 60.000 Scheidsrechter: William Mattus (CRC) |
| 15 augustus WK-kwalificatie № 237 «onderlinge duels» | José Manuel Abundis 48' Paul Fenwick 81' (e.d.) |       |        | Estadio Azteca, Mexico-Stad Toeschouwers: 60.000 Scheidsrechter: William Mattus (CRC) |

|                                                      |                                                                           |       |        |                                                                                         |
| 3 september WK-kwalificatie № 238 «onderlinge duels» | Trinidad en Tobago                                                        | 4 – 0 | Canada | Queen's Park Oval, Port of Spain Toeschouwers: 26.000 Scheidsrechter: Olger Mejia (CRC) |
| 3 september WK-kwalificatie № 238 «onderlinge duels» | Russell Latapy 28' Reynold Carrington 30' Stokely Mason 54' Angus Eve 90' |       |        | Queen's Park Oval, Port of Spain Toeschouwers: 26.000 Scheidsrechter: Olger Mejia (CRC) |

|                                                    |                 |       |        |                                                                                         |
| 9 oktober WK-kwalificatie № 239 «onderlinge duels» | Canada          | 1 – 0 | Panama | Winnipeg Soccer Complex, Winnipeg Toeschouwers: 3.000 Scheidsrechter: Nery Alfaro (SLV) |
| 9 oktober WK-kwalificatie № 239 «onderlinge duels» | Jim Brennan 82' |       |        | Winnipeg Soccer Complex, Winnipeg Toeschouwers: 3.000 Scheidsrechter: Nery Alfaro (SLV) |

|                                                      |        |       |        |                                                                                   |
| 15 november WK-kwalificatie № 240 «onderlinge duels» | Canada | 0 – 0 | Mexico | Varsity Stadium, Toronto Toeschouwers: 6.564 Scheidsrechter: Samuel Richard (DOM) |
| 15 november WK-kwalificatie № 240 «onderlinge duels» |        |       |        | Varsity Stadium, Toronto Toeschouwers: 6.564 Scheidsrechter: Samuel Richard (DOM) |

### 2001
|                                          |                                                                 |       |        |                                                                    |
| 24 april LG Cup № 241 «onderlinge duels» | Egypte                                                          | 3 – 0 | Canada | Cairo Stadium, Caïro Toeschouwers: 25.000 Scheidsrechter: onbekend |
| 24 april LG Cup № 241 «onderlinge duels» | Abdel-Sattar Sabry 3' Ahmed Salah Hosny 25' Mohamed Barakat 43' |       |        | Cairo Stadium, Caïro Toeschouwers: 25.000 Scheidsrechter: onbekend |

|                                          |                  |       |      |                                                                                       |
| 26 april LG Cup № 242 «onderlinge duels» | Canada           | 1 – 0 | Iran | Cairo Stadium, Caïro Toeschouwers: 10.000 Scheidsrechter: Mohammed Kamal Reesha (EGY) |
| 26 april LG Cup № 242 «onderlinge duels» | Garret Kusch 25' |       |      | Cairo Stadium, Caïro Toeschouwers: 10.000 Scheidsrechter: Mohammed Kamal Reesha (EGY) |

| FIFA Confederations Cup |
| ----------------------- |

|                                                                           |                                                            |       |        |                                                                                    |
| 31 mei FIFA Confederations Cup Groep B № 243 «onderlinge duels» 19:30 uur | Japan                                                      | 3 – 0 | Canada | Niigata Stadion, Niigata Toeschouwers: 39.006 Scheidsrechter: Simon Micallef (AUS) |
| 31 mei FIFA Confederations Cup Groep B № 243 «onderlinge duels» 19:30 uur | Shinji Ono 57' Akinori Nishizawa 60' Hiroaki Morishima 88' |       |        | Niigata Stadion, Niigata Toeschouwers: 39.006 Scheidsrechter: Simon Micallef (AUS) |

|                                                                           |        |       |          |                                                                            |
| 2 juni FIFA Confederations Cup Groep B № 244 «onderlinge duels» 17:00 uur | Canada | 0 – 0 | Brazilië | Kashima Stadion, Kashima Toeschouwers: 12.095 Scheidsrechter: Jun Lu (CHN) |
| 2 juni FIFA Confederations Cup Groep B № 244 «onderlinge duels» 17:00 uur |        |       |          | Kashima Stadion, Kashima Toeschouwers: 12.095 Scheidsrechter: Jun Lu (CHN) |

|                                                                           |                                         |       |        |                                                                                  |
| 4 juni FIFA Confederations Cup Groep B № 245 «onderlinge duels» 19:30 uur | Kameroen                                | 2 – 0 | Canada | Niigata Stadion, Niigata Toeschouwers: 15.822 Scheidsrechter: Byron Moreno (ECU) |
| 4 juni FIFA Confederations Cup Groep B № 245 «onderlinge duels» 19:30 uur | Bernard Tchoutang 48' Patrick Mboma 83' |       |        | Niigata Stadion, Niigata Toeschouwers: 15.822 Scheidsrechter: Byron Moreno (ECU) |

|  |  |  |  |  |  |  |  |  |

|                                                                  |                                              |       |                   |                                                                                      |
| 14 november Vriendschappelijk № 246 «onderlinge duels» 19:00 uur | Malta                                        | 2 – 1 | Canada            | Hibernians Ground, Paola Toeschouwers: 1.000 Scheidsrechter: Massimo De Santis (ITA) |
| 14 november Vriendschappelijk № 246 «onderlinge duels» 19:00 uur | David Carabott 33' (pen.) Michael Mifsud 75' |       | 43' Paul Stalteri | Hibernians Ground, Paola Toeschouwers: 1.000 Scheidsrechter: Massimo De Santis (ITA) |

### 2002
| CONCACAF Gold Cup |
| ----------------- |

|                                                               |       |                                     |        |                                                                               |
| 18 januari CONCACAF Gold Cup Groep D № 247 «onderlinge duels» | Haïti | 0 – 2                               | Canada | Rose Bowl, Pasadena Toeschouwers: 14.508 Scheidsrechter: Roberto Moreno (PAN) |
| 18 januari CONCACAF Gold Cup Groep D № 247 «onderlinge duels» |       | 28' Kevin McKenna 49' Kevin McKenna |        | Rose Bowl, Pasadena Toeschouwers: 14.508 Scheidsrechter: Roberto Moreno (PAN) |

|                                                               |                                              |       |        |                                                                         |
| 21 januari CONCACAF Gold Cup Groep D № 248 «onderlinge duels» | Ecuador                                      | 2 – 0 | Canada | Orange Bowl, Miami Toeschouwers: 3.827 Scheidsrechter: Brian Hall (USA) |
| 21 januari CONCACAF Gold Cup Groep D № 248 «onderlinge duels» | Álex Aguinaga 88' Álex Aguinaga 90+4' (pen.) |       |        | Orange Bowl, Miami Toeschouwers: 3.827 Scheidsrechter: Brian Hall (USA) |

|                                                                   |                                                                                              |       | |                                                                             |
| 26 januari CONCACAF Gold Cup Kwartfinale № 249 «onderlinge duels» | Canada                                                                                       | 1 – 1 | Martinique                                                                                          | Orange Bowl, Miami Toeschouwers: 14.823 Scheidsrechter: Carlos Batres (GUA) |
| 26 januari CONCACAF Gold Cup Kwartfinale № 249 «onderlinge duels» | Kevin McKenna 73'                                                                            |       | 63' (e.d.) Mark Rogers                                                                              | Orange Bowl, Miami Toeschouwers: 14.823 Scheidsrechter: Carlos Batres (GUA) |
| 26 januari CONCACAF Gold Cup Kwartfinale № 249 «onderlinge duels» | Strafschoppen                                                                                |       | | Orange Bowl, Miami Toeschouwers: 14.823 Scheidsrechter: Carlos Batres (GUA) |
| 26 januari CONCACAF Gold Cup Kwartfinale № 249 «onderlinge duels» | Kevin McKenna Jim Brennan Dwayne De Rosario Tam Nsaliwa Jason deVos Paul Stalteri Jason Bent | 6 – 5 | Loïc Lupon Frédéric Clement David DiCanot Ludovic Mirande Fabrice Reuperne Eddy Heurlie Pascal Lina | Orange Bowl, Miami Toeschouwers: 14.823 Scheidsrechter: Carlos Batres (GUA) |

|                                                                    |                                                           |       |                                                      |                                                                                 |
| 30 januari CONCACAF Gold Cup Halve finale № 250 «onderlinge duels» | Canada                                                    | 0 – 0 | Verenigde Staten                                     | Rose Bowl, Pasadena Toeschouwers: 7.241 Scheidsrechter: Peter Prendergast (JAM) |
| 30 januari CONCACAF Gold Cup Halve finale № 250 «onderlinge duels» |                                                           |       |                                                      | Rose Bowl, Pasadena Toeschouwers: 7.241 Scheidsrechter: Peter Prendergast (JAM) |
| 30 januari CONCACAF Gold Cup Halve finale № 250 «onderlinge duels» | Strafschoppen                                             |       |                                                      | Rose Bowl, Pasadena Toeschouwers: 7.241 Scheidsrechter: Peter Prendergast (JAM) |
| 30 januari CONCACAF Gold Cup Halve finale № 250 «onderlinge duels» | Kevin McKenna Paul Stalteri Dwayne De Rosario Tam Nsaliwa | 2 – 4 | Landon Donovan Brian McBride Jeff Agoos Clint Mathis | Rose Bowl, Pasadena Toeschouwers: 7.241 Scheidsrechter: Peter Prendergast (JAM) |

|                                                                    |                                              |       |                 |                                                                           |
| 2 februari CONCACAF Gold Cup Troostfinale № 251 «onderlinge duels» | Canada                                       | 2 – 1 | Zuid-Korea      | Rose Bowl, Pasadena Toeschouwers: 14.432 Scheidsrechter: Noel Bryce (T&T) |
| 2 februari CONCACAF Gold Cup Troostfinale № 251 «onderlinge duels» | Kim Do-Hoon 34' (e.d.) Dwayne De Rosario 35' |       | 15' Kim Do-Hoon | Rose Bowl, Pasadena Toeschouwers: 14.432 Scheidsrechter: Noel Bryce (T&T) |

|  |  |  |  |  |  |  |  |  |

|                                                   |                   |       |                                                             |                                                                                         |
| 15 mei Vriendschappelijk № 252 «onderlinge duels» | Zwitserland       | 1 – 3 | Canada                                                      | Espenmoos Stadion, Sankt Gallen Toeschouwers: 4.000 Scheidsrechter: Konrad Plautz (AUT) |
| 15 mei Vriendschappelijk № 252 «onderlinge duels» | Blaise N'Kufo 80' |       | 20' Tomasz Radzinski 38' Paul Stalteri 47' Tomasz Radzinski | Espenmoos Stadion, Sankt Gallen Toeschouwers: 4.000 Scheidsrechter: Konrad Plautz (AUT) |

### 2003
|                                                       |                                                                        |       |        |                                                                                             |
| 18 januari Vriendschappelijk № 253 «onderlinge duels» | Verenigde Staten                                                       | 4 – 0 | Canada | Lockhart Stadium, Fort Lauderdale Toeschouwers: 6.549 Scheidsrechter: Rodolfo Sibrian (ESA) |
| 18 januari Vriendschappelijk № 253 «onderlinge duels» | Carlos Bocanegra 7' Clint Mathis 31' Chris Klein 32' Steve Ralston 61' |       |        | Lockhart Stadium, Fort Lauderdale Toeschouwers: 6.549 Scheidsrechter: Rodolfo Sibrian (ESA) |

|                                                                  |                                              |       |                                                                           |                                                                          |
| 12 februari Vriendschappelijk № 254 «onderlinge duels» 16:30 uur | Libië                                        | 2 – 4 | Canada                                                                    | Nationaal Stadion, Tripoli Toeschouwers: 52.000 Scheidsrechter: onbekend |
| 12 februari Vriendschappelijk № 254 «onderlinge duels» 16:30 uur | Tarek Al Tayeb 27' (pen.) Tarek Al Tayeb 60' |       | 18' Kevin McKenna 34' Jim Brennan 47' Paul Stalteri 81' Maycoll Canizalez | Nationaal Stadion, Tripoli Toeschouwers: 52.000 Scheidsrechter: onbekend |

|                                                               |                                 |       |                   |                                                                                   |
| 29 maart Vriendschappelijk № 255 «onderlinge duels» 12:00 uur | Estland                         | 2 – 1 | Canada            | A. Le Coq Arena, Tallinn Toeschouwers: 2.500 Scheidsrechter: Martin Hansson (SWE) |
| 29 maart Vriendschappelijk № 255 «onderlinge duels» 12:00 uur | Andres Oper 72' Andres Oper 90' |       | 49' Paul Stalteri | A. Le Coq Arena, Tallinn Toeschouwers: 2.500 Scheidsrechter: Martin Hansson (SWE) |

|                                                             |                                                                    |       |                   |                                                                                    |
| 1 juni Vriendschappelijk № 256 «onderlinge duels» 19:00 uur | Duitsland                                                          | 4 – 1 | Canada            | Volkswagen Arena, Wolfsburg Toeschouwers: 23.000 Scheidsrechter: Éric Poulat (FRA) |
| 1 juni Vriendschappelijk № 256 «onderlinge duels» 19:00 uur | Carsten Ramelow 41' Paul Freier 52' Fredi Bobic 61' Tobias Rau 90' |       | 20' Kevin McKenna | Volkswagen Arena, Wolfsburg Toeschouwers: 23.000 Scheidsrechter: Éric Poulat (FRA) |

| CONCACAF Gold Cup |
| ----------------- |

|                                                                      |                   |       |            |                                                                                    |
| 11 juli CONCACAF Gold Cup Groep D № 257 «onderlinge duels» 14:00 uur | Canada            | 1 – 0 | Costa Rica | Gillette Stadium, Foxboro Toeschouwers: 33.652 Scheidsrechter: Richard Piper (T&T) |
| 11 juli CONCACAF Gold Cup Groep D № 257 «onderlinge duels» 14:00 uur | Paul Stalteri 59' |       |            | Gillette Stadium, Foxboro Toeschouwers: 33.652 Scheidsrechter: Richard Piper (T&T) |

|                                                                      |                                 |       |        |                                                                                       |
| 13 juli CONCACAF Gold Cup Groep D № 258 «onderlinge duels» 19:30 uur | Cuba                            | 2 – 0 | Canada | Gillette Stadium, Foxboro Toeschouwers: 8.780 Scheidsrechter: Peter Prendergast (JAM) |
| 13 juli CONCACAF Gold Cup Groep D № 258 «onderlinge duels» 19:30 uur | Lester Moré 15' Lester Moré 46' |       |        | Gillette Stadium, Foxboro Toeschouwers: 8.780 Scheidsrechter: Peter Prendergast (JAM) |

|  |  |  |  |  |  |  |  |  |

|                                                                 |                                                        |       |                                            |                                                                                    |
| 11 oktober Vriendschappelijk № 259 «onderlinge duels» 15:00 uur | Finland                                                | 3 – 2 | Canada                                     | Ratina Stadion, Tampere Toeschouwers: 5.530 Scheidsrechter: Charles Richmond (SCO) |
| 11 oktober Vriendschappelijk № 259 «onderlinge duels» 15:00 uur | Mikael Forssell 14' Joonas Kolkka 16' Teemu Tainio 32' |       | 75' Tomasz Radzinski 85' Dwayne De Rosario | Ratina Stadion, Tampere Toeschouwers: 5.530 Scheidsrechter: Charles Richmond (SCO) |

|                                                                  |                                                                                                  |       |                      |                                                                               |
| 15 november Vriendschappelijk № 260 «onderlinge duels» 17:00 uur | Tsjechië                                                                                         | 5 – 1 | Canada               | Na Stinadlech, Teplice Toeschouwers: 8.343 Scheidsrechter: Leif Sundell (SWE) |
| 15 november Vriendschappelijk № 260 «onderlinge duels» 17:00 uur | Marek Jankulovski 26' (pen.) Marek Heinz 49' Karel Poborsky 55' Libor Sionko 63' Rudi Skácel 82' |       | 89' Tomasz Radzinski | Na Stinadlech, Teplice Toeschouwers: 8.343 Scheidsrechter: Leif Sundell (SWE) |

|                                                                  |                                                   |       |        |                                                                               |
| 18 november Vriendschappelijk № 261 «onderlinge duels» 19:30 uur | Ierland                                           | 3 – 0 | Canada | Lansdowne Road, Dublin Toeschouwers: 23.253 Scheidsrechter: Mark Whitby (WAL) |
| 18 november Vriendschappelijk № 261 «onderlinge duels» 19:30 uur | Damien Duff 23' Robbie Keane 60' Robbie Keane 84' |       |        | Lansdowne Road, Dublin Toeschouwers: 23.253 Scheidsrechter: Mark Whitby (WAL) |

### 2004
|                                                       |          |                   |        |                                                                                             |
| 17 januari Vriendschappelijk № 262 «onderlinge duels» | Barbados | 0 – 1             | Canada | Waterford National Stadium, Bridgetown Toeschouwers: 2.805 Scheidsrechter: Mark Forde (BRB) |
| 17 januari Vriendschappelijk № 262 «onderlinge duels» |          | 9' Carlo Corazzin |        | Waterford National Stadium, Bridgetown Toeschouwers: 2.805 Scheidsrechter: Mark Forde (BRB) |

|                                                             |                |       |        |                                                                                   |
| 30 mei Vriendschappelijk № 263 «onderlinge duels» 15:30 uur | Wales          | 1 – 0 | Canada | Racecourse Ground, Wrexham Toeschouwers: 10.805 Scheidsrechter: Paul McKeon (IRL) |
| 30 mei Vriendschappelijk № 263 «onderlinge duels» 15:30 uur | Paul Parry 21' |       |        | Racecourse Ground, Wrexham Toeschouwers: 10.805 Scheidsrechter: Paul McKeon (IRL) |

|                                                            |                                                                              |       |        |                                                                                      |
| 13 juni WK-kwalificatie № 264 «onderlinge duels» 21:30 uur | Canada                                                                       | 4 – 0 | Belize | Richardson Stadium, Kingston Toeschouwers: 8.245 Scheidsrechter: Carlos Batres (GUA) |
| 13 juni WK-kwalificatie № 264 «onderlinge duels» 21:30 uur | Paul Peschisolido 38' Tomasz Radzinski 54' Kevin McKenna 75' Jim Brennan 83' |       |        | Richardson Stadium, Kingston Toeschouwers: 8.245 Scheidsrechter: Carlos Batres (GUA) |

|                                                  |        |                                                                                  |        |                                                                                   |
| 16 juni WK-kwalificatie № 265 «onderlinge duels» | Belize | 0 – 4                                                                            | Canada | Richardson Stadium, Kingston Toeschouwers: 5.124 Scheidsrechter: Ted Gordon (TRI) |
| 16 juni WK-kwalificatie № 265 «onderlinge duels» |        | 45' Tomasz Radzinski 63' Dwayne De Rosario 73' Dwayne De Rosario 85' Jim Brennan |        | Richardson Stadium, Kingston Toeschouwers: 5.124 Scheidsrechter: Ted Gordon (TRI) |

|                                                      |        |                                |           |                                                                                     |
| 18 augustus WK-kwalificatie № 266 «onderlinge duels» | Canada | 0 – 2                          | Guatemala | Swangard Stadium, Burnaby Toeschouwers: 6.500 Scheidsrechter: Rodolfo Sibrian (ESA) |
| 18 augustus WK-kwalificatie № 266 «onderlinge duels» |        | 7' Carlos Ruiz 59' Carlos Ruiz |           | Swangard Stadium, Burnaby Toeschouwers: 6.500 Scheidsrechter: Rodolfo Sibrian (ESA) |

|                                                      |                  |       |                          |                                                                                           |
| 4 september WK-kwalificatie № 267 «onderlinge duels» | Canada           | 1 – 1 | Honduras                 | Commonwealth Stadium, Edmonton Toeschouwers: 8.000 Scheidsrechter: Benito Archundia (MEX) |
| 4 september WK-kwalificatie № 267 «onderlinge duels» | Jason de Vos 82' |       | 88' (pen.) Amado Guevara | Commonwealth Stadium, Edmonton Toeschouwers: 8.000 Scheidsrechter: Benito Archundia (MEX) |

|                                                      |                    |       |        |                                                                                              |
| 8 september WK-kwalificatie № 268 «onderlinge duels» | Costa Rica         | 1 – 0 | Canada | Estadio Ricardo Saprissa, San José Toeschouwers: 13.000 Scheidsrechter: Ramesh Ramdhan (TRI) |
| 8 september WK-kwalificatie № 268 «onderlinge duels» | Paulo Wanchope 46' |       |        | Estadio Ricardo Saprissa, San José Toeschouwers: 13.000 Scheidsrechter: Ramesh Ramdhan (TRI) |

|                                                    |                    |       |                      |                                                                                         |
| 9 oktober WK-kwalificatie № 269 «onderlinge duels» | Honduras           | 1 – 1 | Canada               | Estadio Olimpico, San Pedro Sula Toeschouwers: 42.000 Scheidsrechter: Kevin Stott (USA) |
| 9 oktober WK-kwalificatie № 269 «onderlinge duels» | Danilo Turcios 90' |       | 73' Atiba Hutchinson | Estadio Olimpico, San Pedro Sula Toeschouwers: 42.000 Scheidsrechter: Kevin Stott (USA) |

|                                                     |                       |       |                                                             |                                                                                       |
| 13 oktober WK-kwalificatie № 270 «onderlinge duels» | Canada                | 1 – 3 | Costa Rica                                                  | Swangard Stadium, Burnaby Toeschouwers: 4.000 Scheidsrechter: Peter Prendergast (JAM) |
| 13 oktober WK-kwalificatie № 270 «onderlinge duels» | Dwayne De Rosario 12' |       | 49' Paulo Wanchope 81' William Sunsing 87' Carlos Hernández | Swangard Stadium, Burnaby Toeschouwers: 4.000 Scheidsrechter: Peter Prendergast (JAM) |

|                                                      |           |                       |        |                                                                                                 |
| 17 november WK-kwalificatie № 271 «onderlinge duels» | Guatemala | 0 – 1                 | Canada | Estadio Mateo Flores, Guatemala-Stad Toeschouwers: 18.000 Scheidsrechter: Marco Rodríguez (MEX) |
| 17 november WK-kwalificatie № 271 «onderlinge duels» |           | 57' Dwayne De Rosario |        | Estadio Mateo Flores, Guatemala-Stad Toeschouwers: 18.000 Scheidsrechter: Marco Rodríguez (MEX) |

### 2005
|                                                                 |               |                    |        |                                                                                |
| 9 februari Vriendschappelijk № 272 «onderlinge duels» 20:00 uur | Noord-Ierland | 0 – 1              | Canada | Windsor Park, Belfast Toeschouwers: 11.156 Scheidsrechter: Joseph Attard (MLT) |
| 9 februari Vriendschappelijk № 272 «onderlinge duels» 20:00 uur |               | 31' Olivier Occéan |        | Windsor Park, Belfast Toeschouwers: 11.156 Scheidsrechter: Joseph Attard (MLT) |

|                                                               |                                                                           |       |                   |                                                                                                |
| 26 maart Vriendschappelijk № 273 «onderlinge duels» 20:30 uur | Portugal                                                                  | 4 – 1 | Canada            | Estádio Cidade de Barcelos, Barcelos Toeschouwers: 13.000 Scheidsrechter: Ihor Ishchenko (UKR) |
| 26 maart Vriendschappelijk № 273 «onderlinge duels» 20:30 uur | Manuel Fernandes 8' Pedro Pauleta 12' Hélder Postiga 82' Nuno Gomes 90+1' |       | 85' Kevin McKenna | Estádio Cidade de Barcelos, Barcelos Toeschouwers: 13.000 Scheidsrechter: Ihor Ishchenko (UKR) |

|                                                             |                   |       |                                            |                                                                                        |
| 2 juli Vriendschappelijk № 274 «onderlinge duels» 20:30 uur | Canada            | 1 – 2 | Honduras                                   | Swangard Stadium, Burnaby Toeschouwers: 4.105 Scheidsrechter: Ricardo Valenzuela (USA) |
| 2 juli Vriendschappelijk № 274 «onderlinge duels» 20:30 uur | Kevin McKenna 70' |       | 52' Francisco Ramírez 56' Wilmer Velásquez | Swangard Stadium, Burnaby Toeschouwers: 4.105 Scheidsrechter: Ricardo Valenzuela (USA) |

| CONCACAF Gold Cup |
| ----------------- |

|                                                           |        |                |            |                                                                                   |
| 7 juli CONCACAF Gold Cup Groep B № 275 «onderlinge duels» | Canada | 0 – 1          | Costa Rica | Qwest Field, Seattle Toeschouwers: 15.831 Scheidsrechter: Peter Prendergast (JAM) |
| 7 juli CONCACAF Gold Cup Groep B № 275 «onderlinge duels» |        | 30' Jafet Soto |            | Qwest Field, Seattle Toeschouwers: 15.831 Scheidsrechter: Peter Prendergast (JAM) |

|                                                           |                                                |       |        |                                                                             |
| 9 juli CONCACAF Gold Cup Groep B № 276 «onderlinge duels» | Verenigde Staten                               | 2 – 0 | Canada | Qwest Field, Seattle Toeschouwers: 15.109 Scheidsrechter: Neal Brizan (TRI) |
| 9 juli CONCACAF Gold Cup Groep B № 276 «onderlinge duels» | Atiba Hutchinson 48' (e.d.) Landon Donovan 90' |       |        | Qwest Field, Seattle Toeschouwers: 15.109 Scheidsrechter: Neal Brizan (TRI) |

|                                                            |                                    |       |                     |                                                                                        |
| 11 juli CONCACAF Gold Cup Groep B № 277 «onderlinge duels» | Canada                             | 2 – 1 | Cuba                | Gillette Stadium, Foxborough Toeschouwers: 15.211 Scheidsrechter: Roberto Moreno (PAN) |
| 11 juli CONCACAF Gold Cup Groep B № 277 «onderlinge duels» | Ali Gerba 69' Atiba Hutchinson 87' |       | 90' Alain Cervantes | Gillette Stadium, Foxborough Toeschouwers: 15.211 Scheidsrechter: Roberto Moreno (PAN) |

|  |  |  |  |  |  |  |  |  |

|                                                                  |                                       |       |                   |                                                                                           |
| 3 september Vriendschappelijk № 278 «onderlinge duels» 21:00 uur | Spanje                                | 2 – 1 | Canada            | Estadio El Sardinero, Santander Toeschouwers: 11.978 Scheidsrechter: Claude Colombo (FRA) |
| 3 september Vriendschappelijk № 278 «onderlinge duels» 21:00 uur | Raúl Tamudo 7' Fernando Morientes 69' |       | 73' Sandro Grande | Estadio El Sardinero, Santander Toeschouwers: 11.978 Scheidsrechter: Claude Colombo (FRA) |

|                                                                  |           |               |        |                                                                                                 |
| 16 november Vriendschappelijk № 279 «onderlinge duels» 20:00 uur | Luxemburg | 0 – 1         | Canada | Stade Alphonse Theis, Hesperange Toeschouwers: onbekend Scheidsrechter: Paulo Gomes Costa (POR) |
| 16 november Vriendschappelijk № 279 «onderlinge duels» 20:00 uur |           | 69' Iain Hume |        | Stade Alphonse Theis, Hesperange Toeschouwers: onbekend Scheidsrechter: Paulo Gomes Costa (POR) |

### 2006
|                                                                 |                  |       |        |                                                                                      |
| 22 januari Vriendschappelijk № 280 «onderlinge duels» 20:00 uur | Verenigde Staten | 0 – 0 | Canada | Torero Stadium, San Diego Toeschouwers: 6.077 Scheidsrechter: Benito Archundia (MEX) |
| 22 januari Vriendschappelijk № 280 «onderlinge duels» 20:00 uur |                  |       |        | Torero Stadium, San Diego Toeschouwers: 6.077 Scheidsrechter: Benito Archundia (MEX) |

|                                                              |            |                                 |        |                                                                                       |
| 1 maart Vriendschappelijk № 281 «onderlinge duels» 19:30 uur | Oostenrijk | 0 – 2                           | Canada | Ernst-Happel-Stadion, Wenen Toeschouwers: 9.000 Scheidsrechter: Dick van Egmond (NED) |
| 1 maart Vriendschappelijk № 281 «onderlinge duels» 19:30 uur |            | 65' Jim Brennan 71' Jim Brennan |        | Ernst-Happel-Stadion, Wenen Toeschouwers: 9.000 Scheidsrechter: Dick van Egmond (NED) |

|                                                                  |                |       |         |                                                                                           |
| 4 september Vriendschappelijk № 282 «onderlinge duels» 21:00 uur | Canada         | 1 – 0 | Jamaica | Stade Claude Robillard, Montreal Toeschouwers: 6.526 Scheidsrechter: Walter Quesada (CRC) |
| 4 september Vriendschappelijk № 282 «onderlinge duels» 21:00 uur | Rob Friend 41' |       |         | Stade Claude Robillard, Montreal Toeschouwers: 6.526 Scheidsrechter: Walter Quesada (CRC) |

|                                                                |                                      |       |                      |                                                                                   |
| 8 oktober Vriendschappelijk № 283 «onderlinge duels» 21:00 uur | Jamaica                              | 2 – 1 | Canada               | Independence Park, Kingston Toeschouwers: 5.000 Scheidsrechter: Neal Brizan (TRI) |
| 8 oktober Vriendschappelijk № 283 «onderlinge duels» 21:00 uur | Luton Shelton 35' Demar Phillips 38' |       | 35' Tomasz Radzinski | Independence Park, Kingston Toeschouwers: 5.000 Scheidsrechter: Neal Brizan (TRI) |

|                                                                  |                   |       |        |                                                                                         |
| 15 november Vriendschappelijk № 284 «onderlinge duels» 19:00 uur | Hongarije         | 1 – 0 | Canada | Stadion Sóstói, Székesfehérvár Toeschouwers: 6.000 Scheidsrechter: Michael Weiner (GER) |
| 15 november Vriendschappelijk № 284 «onderlinge duels» 19:00 uur | Tamás Priskin 36' |       |        | Stadion Sóstói, Székesfehérvár Toeschouwers: 6.000 Scheidsrechter: Michael Weiner (GER) |

### 2007
|                                                               |         |                                                             |        |                                                                                  |
| 25 maart Vriendschappelijk № 285 «onderlinge duels» 19:00 uur | Bermuda | 0 – 3                                                       | Canada | National Sports Centre, Hamilton Toeschouwers: onbekend Scheidsrechter: onbekend |
| 25 maart Vriendschappelijk № 285 «onderlinge duels» 19:00 uur |         | 25' Atiba Hutchinson 30' Tomasz Radzinski 44' Paul Stalteri |        | National Sports Centre, Hamilton Toeschouwers: onbekend Scheidsrechter: onbekend |

|                                                   |                                               |       |                                    | |
| 1 juni Vriendschappelijk № 286 «onderlinge duels» | Venezuela                                     | 2 – 2 | Canada                             | Estadio José Encarnacion Romero, Maracaibo Toeschouwers: 20.000 Scheidsrechter: Carlos López (COL) |
| 1 juni Vriendschappelijk № 286 «onderlinge duels» | Alejandro Cichero 22' Giancarlo Maldonado 25' |       | 4' Dwayne De Rosario 88' Ali Gerba | Estadio José Encarnacion Romero, Maracaibo Toeschouwers: 20.000 Scheidsrechter: Carlos López (COL) |

| CONCACAF Gold Cup |
| ----------------- |

|                                                                     |                    |       |                                           |                                                                                 |
| 6 juni CONCACAF Gold Cup Groep A № 287 «onderlinge duels» 19:00 uur | Costa Rica         | 1 – 2 | Canada                                    | Orange Bowl, Miami Toeschouwers: 17.420 Scheidsrechter: Enrico Wijngaarde (SUR) |
| 6 juni CONCACAF Gold Cup Groep A № 287 «onderlinge duels» 19:00 uur | Walter Centeno 56' |       | 57' Julián de Guzmán 73' Julián de Guzmán | Orange Bowl, Miami Toeschouwers: 17.420 Scheidsrechter: Enrico Wijngaarde (SUR) |

|                                                                     |                                         |       |               |                                                                           |
| 9 juni CONCACAF Gold Cup Groep A № 288 «onderlinge duels» 19:00 uur | Guadeloupe                              | 2 – 1 | Canada        | Orange Bowl, Miami Toeschouwers: 22.529 Scheidsrechter: Neal Brizan (T&T) |
| 9 juni CONCACAF Gold Cup Groep A № 288 «onderlinge duels» 19:00 uur | Jocelyn Angloma 10' David Fleurival 37' |       | 35' Ali Gerba | Orange Bowl, Miami Toeschouwers: 22.529 Scheidsrechter: Neal Brizan (T&T) |

|                                                                      |                                                    |       |       |                                                                               |
| 11 juni CONCACAF Gold Cup Groep A № 289 «onderlinge duels» 21:00 uur | Canada                                             | 2 – 0 | Haïti | Orange Bowl, Miami Toeschouwers: 15.892 Scheidsrechter: Marco Rodríguez (MEX) |
| 11 juni CONCACAF Gold Cup Groep A № 289 «onderlinge duels» 21:00 uur | Dwayne De Rosario 31' Dwayne De Rosario 35' (pen.) |       |       | Orange Bowl, Miami Toeschouwers: 15.892 Scheidsrechter: Marco Rodríguez (MEX) |

|                                                                          |                                                   |       |           |                                                                                           |
| 16 juni CONCACAF Gold Cup Kwartfinale № 290 «onderlinge duels» 13:00 uur | Canada                                            | 3 – 0 | Guatemala | Gillette Stadium, Foxborough Toeschouwers: 22.412 Scheidsrechter: Courtney Campbell (JAM) |
| 16 juni CONCACAF Gold Cup Kwartfinale № 290 «onderlinge duels» 13:00 uur | Dwayne De Rosario 17' Ali Gerba 33' Ali Gerba 44' |       |           | Gillette Stadium, Foxborough Toeschouwers: 22.412 Scheidsrechter: Courtney Campbell (JAM) |

|                                                                           |                                              |       |               |                                                                                    |
| 21 juni CONCACAF Gold Cup Halve finale № 291 «onderlinge duels» 18:00 uur | Verenigde Staten                             | 2 – 1 | Canada        | Soldier Field, Chicago Toeschouwers: 50.760 Scheidsrechter: Benito Archundia (MEX) |
| 21 juni CONCACAF Gold Cup Halve finale № 291 «onderlinge duels» 18:00 uur | Frankie Hejduk 39' Landon Donovan 45' (pen.) |       | 76' Iain Hume | Soldier Field, Chicago Toeschouwers: 50.760 Scheidsrechter: Benito Archundia (MEX) |

|  |  |  |  |  |  |  |  |  |

|                                                                  |                       |       |                    |                                                                                   |
| 22 augustus Vriendschappelijk № 292 «onderlinge duels» 19:05 uur | IJsland               | 1 – 1 | Canada             | Laugardalsvöllur, Reykjavík Toeschouwers: 5.000 Scheidsrechter: Tony Asumaa (FIN) |
| 22 augustus Vriendschappelijk № 292 «onderlinge duels» 19:05 uur | Ragnar Sigurðsson 62' |       | 75' Olivier Occéan | Laugardalsvöllur, Reykjavík Toeschouwers: 5.000 Scheidsrechter: Tony Asumaa (FIN) |

|                                                                   |                       |       |                  |                                                                           |
| 12 september Vriendschappelijk № 293 «onderlinge duels» 19:00 uur | Canada                | 1 – 1 | Costa Rica       | BMO Field, Toronto Toeschouwers: 6.000 Scheidsrechter: Jair Marrufo (USA) |
| 12 september Vriendschappelijk № 293 «onderlinge duels» 19:00 uur | Dwayne De Rosario 53' |       | 47' Víctor Núñez | BMO Field, Toronto Toeschouwers: 6.000 Scheidsrechter: Jair Marrufo (USA) |

|                                                                  |                                          |       |        |                                                                              |
| 20 november Vriendschappelijk № 294 «onderlinge duels» 17:30 uur | Zuid-Afrika                              | 2 – 0 | Canada | ABSA Stadium, Durban Toeschouwers: 7.800 Scheidsrechter: Ngosi Kalioto (RSA) |
| 20 november Vriendschappelijk № 294 «onderlinge duels» 17:30 uur | Teko Modise 39' Teko Modise 45+1' (pen.) |       |        | ABSA Stadium, Durban Toeschouwers: 7.800 Scheidsrechter: Ngosi Kalioto (RSA) |

### 2008
|                                                               |                                                   |       |        |                                                                                 |
| 26 maart Vriendschappelijk № 295 «onderlinge duels» 16:00 uur | Estland                                           | 2 – 0 | Canada | A. Le Coq Arena, Tallinn Toeschouwers: 1.600 Scheidsrechter: Audrius Zuta (LTU) |
| 26 maart Vriendschappelijk № 295 «onderlinge duels» 16:00 uur | Paul Stalteri 59' (e.d.) Vjatšeslav Zahovaiko 90' |       |        | A. Le Coq Arena, Tallinn Toeschouwers: 1.600 Scheidsrechter: Audrius Zuta (LTU) |

|                                                   |                                    |       |                                       |                                                                             |
| 31 mei Vriendschappelijk № 296 «onderlinge duels» | Canada                             | 2 – 3 | Brazilië                              | Qwest Field, Seattle Toeschouwers: 47.052 Scheidsrechter: Kevin Stott (USA) |
| 31 mei Vriendschappelijk № 296 «onderlinge duels» | Rob Friend 9' Julian de Guzman 55' |       | 3' Diego 44' Luis Fabiano 63' Robinho | Qwest Field, Seattle Toeschouwers: 47.052 Scheidsrechter: Kevin Stott (USA) |

|                                                   |                                             |       |                                 |                                                                                          |
| 4 juni Vriendschappelijk № 297 «onderlinge duels» | Panama                                      | 2 – 2 | Canada                          | Fort Lauderdale Stadium, Fort Lauderdale Toeschouwers: onbekend Scheidsrechter: onbekend |
| 4 juni Vriendschappelijk № 297 «onderlinge duels» | Luis Tejada 42' (pen.) José Luis Garces 48' |       | 33' Jaime Peters 82' Ante Jazic | Fort Lauderdale Stadium, Fort Lauderdale Toeschouwers: onbekend Scheidsrechter: onbekend |

|                                                            |                         |                                                       |        |                                                                                       |
| 15 juni WK-kwalificatie № 298 «onderlinge duels» 20:00 uur | St Vincent & Grenadines | 0 – 3                                                 | Canada | Arnos Vale Stadium, Kingstown Toeschouwers: 5.000 Scheidsrechter: Carlos Batres (GUA) |
| 15 juni WK-kwalificatie № 298 «onderlinge duels» 20:00 uur |                         | 32' Issey Nakajima-Farran 43' Ali Gerba 88' Ali Gerba |        | Arnos Vale Stadium, Kingstown Toeschouwers: 5.000 Scheidsrechter: Carlos Batres (GUA) |

|                                                            |                                                                         |       |                         |                                                                                  |
| 20 juni WK-kwalificatie № 299 «onderlinge duels» 19:30 uur | Canada                                                                  | 4 – 1 | St Vincent & Grenadines | Saputo Stadium, Montreal Toeschouwers: 11.502 Scheidsrechter: Joel Aguilar (ESA) |
| 20 juni WK-kwalificatie № 299 «onderlinge duels» 19:30 uur | Dwayne De Rosario 29' Ali Gerba 38' Dwayne De Rosario 50' Ali Gerba 63' |       | 76' Marlon James        | Saputo Stadium, Montreal Toeschouwers: 11.502 Scheidsrechter: Joel Aguilar (ESA) |

|                                                                |                      |       |                   |                                                                             |
| 20 augustus WK-kwalificatie № 300 «onderlinge duels» 19:30 uur | Canada               | 1 – 1 | Jamaica           | BMO Field, Toronto Toeschouwers: 22.000 Scheidsrechter: Carlos Batres (GUA) |
| 20 augustus WK-kwalificatie № 300 «onderlinge duels» 19:30 uur | Julian de Guzmán 47' |       | 52' Andy Williams | BMO Field, Toronto Toeschouwers: 22.000 Scheidsrechter: Carlos Batres (GUA) |

|                                                                |                   |       |                                 |                                                                                    |
| 6 september WK-kwalificatie № 301 «onderlinge duels» 20:00 uur | Canada            | 1 – 2 | Honduras                        | Saputo Stadium, Montreal Toeschouwers: 13.032 Scheidsrechter: Wálter Quesada (CRC) |
| 6 september WK-kwalificatie № 301 «onderlinge duels» 20:00 uur | Adrian Serioux 4' |       | 47' Ramón Núñez 56' Ramón Núñez | Saputo Stadium, Montreal Toeschouwers: 13.032 Scheidsrechter: Wálter Quesada (CRC) |

|                                                                 |                                   |       |               | |
| 10 september WK-kwalificatie № 302 «onderlinge duels» 20:00 uur | Mexico                            | 2 – 1 | Canada        | Estadio Víctor Manuel Reyna, Tuxtla Gutiérrez Toeschouwers: 26.900 Scheidsrechter: Neal Brizan (T&T) |
| 10 september WK-kwalificatie № 302 «onderlinge duels» 20:00 uur | Omar Bravo 59' Rafael Márquez 73' |       | 78' Ali Gerba | Estadio Víctor Manuel Reyna, Tuxtla Gutiérrez Toeschouwers: 26.900 Scheidsrechter: Neal Brizan (T&T) |

|                                                               |                                                        |       |                     | |
| 11 oktober WK-kwalificatie № 303 «onderlinge duels» 19:30 uur | Honduras                                               | 3 – 1 | Canada              | Estadio Olímpico Metropolitano, San Pedro Sula Toeschouwers: 36.000 Scheidsrechter: Jair Marrufo (USA) |
| 11 oktober WK-kwalificatie № 303 «onderlinge duels» 19:30 uur | Walter Martínez 9' Carlos Costly 65' Hendry Thomas 90' |       | 54' Andrew Hainault | Estadio Olímpico Metropolitano, San Pedro Sula Toeschouwers: 36.000 Scheidsrechter: Jair Marrufo (USA) |

|                                                               |                                    |       |                                             |                                                                                             |
| 15 oktober WK-kwalificatie № 304 «onderlinge duels» 19:00 uur | Canada                             | 2 – 2 | Mexico                                      | Commonwealth Stadium, Edmonton Toeschouwers: 14.145 Scheidsrechter: Enrico Wijngaarde (SUR) |
| 15 oktober WK-kwalificatie № 304 «onderlinge duels» 19:00 uur | Ali Gerba 13' Tomasz Radzinski 50' |       | 35' Carlos Salcido 64' Vicente Matías Vuoso | Commonwealth Stadium, Edmonton Toeschouwers: 14.145 Scheidsrechter: Enrico Wijngaarde (SUR) |

|                                                                |                                                            |       |        |                                                                                     |
| 19 november WK-kwalificatie № 305 «onderlinge duels» 20:00 uur | Jamaica                                                    | 3 – 0 | Canada | Independence Park, Kingston Toeschouwers: 28.000 Scheidsrechter: Joel Aguilar (ESA) |
| 19 november WK-kwalificatie № 305 «onderlinge duels» 20:00 uur | Luton Shelton 28' Marlon King 58' (pen.) Omar Cummings 85' |       |        | Independence Park, Kingston Toeschouwers: 28.000 Scheidsrechter: Joel Aguilar (ESA) |

### 2009
|                                                             |        |                    |        |                                                                                          |
| 30 mei Vriendschappelijk № 306 «onderlinge duels» 18:00 uur | Cyprus | 0 – 1              | Canada | Antonis Papadopoulos Stadion, Larnaca Toeschouwers: 250 Scheidsrechter: Asaf Kenan (ISR) |
| 30 mei Vriendschappelijk № 306 «onderlinge duels» 18:00 uur |        | 53' Simeon Jackson |        | Antonis Papadopoulos Stadion, Larnaca Toeschouwers: 250 Scheidsrechter: Asaf Kenan (ISR) |

|                                                    |                                                       |       |           |                                                                         |
| 30 juni Vriendschappelijk № 307 «onderlinge duels» | Canada                                                | 3 – 0 | Guatemala | Oxnard PAL Stadium, Oxnard Toeschouwers: 1.250 Scheidsrechter: onbekend |
| 30 juni Vriendschappelijk № 307 «onderlinge duels» | Ali Gerba 4' Patrice Bernier 55' Ali Gerba 67' (pen.) |       |           | Oxnard PAL Stadium, Oxnard Toeschouwers: 1.250 Scheidsrechter: onbekend |

| CONCACAF Gold Cup |
| ----------------- |

|                                                                     |               |       |         |                                                                                       |
| 3 juli CONCACAF Gold Cup Groep A № 308 «onderlinge duels» 17:00 uur | Canada        | 1 – 0 | Jamaica | The Home Depot Center, Carson Toeschouwers: 27.000 Scheidsrechter: Terry Vaughn (USA) |
| 3 juli CONCACAF Gold Cup Groep A № 308 «onderlinge duels» 17:00 uur | Ali Gerba 75' |       |         | The Home Depot Center, Carson Toeschouwers: 27.000 Scheidsrechter: Terry Vaughn (USA) |

|                                                                     |             |               |        |                                                                                          |
| 7 juli CONCACAF Gold Cup Groep A № 309 «onderlinge duels» 21:00 uur | El Salvador | 0 – 1         | Canada | Columbus Crew Stadium, Columbus Toeschouwers: 7.059 Scheidsrechter: Roberto García (MEX) |
| 7 juli CONCACAF Gold Cup Groep A № 309 «onderlinge duels» 21:00 uur |             | 32' Ali Gerba |        | Columbus Crew Stadium, Columbus Toeschouwers: 7.059 Scheidsrechter: Roberto García (MEX) |

|                                                                      |                                    |       |                                        |                                                                            |
| 10 juli CONCACAF Gold Cup Groep A № 310 «onderlinge duels» 19:00 uur | Costa Rica                         | 2 – 2 | Canada                                 | FIU Stadium, Miami Toeschouwers: 17.269 Scheidsrechter: Terry Vaughn (USA) |
| 10 juli CONCACAF Gold Cup Groep A № 310 «onderlinge duels» 19:00 uur | Andy Herrón 23' Walter Centeno 35' |       | 25' Patrice Bernier 28' Marcel de Jong | FIU Stadium, Miami Toeschouwers: 17.269 Scheidsrechter: Terry Vaughn (USA) |

|                                                                          |        |                            |          |                                                                                               |
| 18 juli CONCACAF Gold Cup Kwartfinale № 311 «onderlinge duels» 17:00 uur | Canada | 0 – 1                      | Honduras | Lincoln Financial Field, Philadelphia Toeschouwers: 32.000 Scheidsrechter: Joel Aguilar (SLV) |
| 18 juli CONCACAF Gold Cup Kwartfinale № 311 «onderlinge duels» 17:00 uur |        | 36' (pen.) Walter Martínez |          | Lincoln Financial Field, Philadelphia Toeschouwers: 32.000 Scheidsrechter: Joel Aguilar (SLV) |

|  |  |  |  |  |  |  |  |  |

|                                                                  |                                                                   |       |        |                                                                                 |
| 14 november Vriendschappelijk № 312 «onderlinge duels» 12:00 uur | Macedonië                                                         | 3 – 0 | Canada | Mladost Stadion, Strumica Toeschouwers: 6.000 Scheidsrechter: Anton Genov (BUL) |
| 14 november Vriendschappelijk № 312 «onderlinge duels» 12:00 uur | Goce Sedloski 47' Goran Pandev 59' (pen.) Goran Pandev 90' (pen.) |       |        | Mladost Stadion, Strumica Toeschouwers: 6.000 Scheidsrechter: Anton Genov (BUL) |

|                                                                  |                  |       |        | |
| 18 november Vriendschappelijk № 313 «onderlinge duels» 17:00 uur | Polen            | 1 – 0 | Canada | Zdzisław Krzyszkowiak Stadion, Bydgoszcz Toeschouwers: 10.400 Scheidsrechter: Lars Christoffersen (DEN) |
| 18 november Vriendschappelijk № 313 «onderlinge duels» 17:00 uur | Maciej Rybus 18' |       |        | Zdzisław Krzyszkowiak Stadion, Bydgoszcz Toeschouwers: 10.400 Scheidsrechter: Lars Christoffersen (DEN) |

Canadese voetbalbond · A-internationals · Bondscoaches · Selecties · Statistieken · Canadees vrouwenelftal · Canada U21 · Canada U20 · Canada U19 · Canada U18 · Canada U17
1885 – 1949 ·
1950 – 1969 ·
1970 – 1979 ·
1980 – 1989 ·
1990 – 1999 ·
2000 – 2009 ·
2010 – 2019 ·
2020 − 2029
WK 1986
OS 1904 · 
OS 1976 · 
OS 1984
1885 · 
1886 · 
1887 · 
1888 · 
1889–1903 · 
1904 · 
1905–1923 · 
1924 · 
1925 · 
1926 · 
1927 · 
1928–1936 · 
1937 · 
1938–1956 · 
1957 · 
1958–1967 · 
1968 · 
1969–1971 · 
1972 · 
1973 · 
1974 · 
1975 · 
1976 · 
1977 · 
1978–1979 · 
1980 · 
1981 · 
1982 · 
1983 · 
1984 · 
1985 · 
1986 · 
1987 · 
1988 · 
1989 · 
1990 · 
1991 · 
1992 · 
1993 · 
1994 · 
1995 · 
1996 · 
1997 · 
1998 · 
1999 · 
2000 · 
2001 · 
2002 · 
2003 · 
2004 · 
2005 · 
2006 · 
2007 · 
2008 · 
2009 · 
2010 · 
2011 · 
2012 · 
2013 ·
2014 ·
2015 ·
2016 ·
2017 ·
2018 ·
2019 ·
2020 ·
2021 ·
2022
Amerikaanse Maagdeneilanden ·
Argentinië ·
Armenië ·
Aruba ·
Australië ·
Azerbeidzjan ·
Bahrein ·
Barbados ·
België ·
Belize ·
Bermuda ·
Brazilië ·
Bulgarije · 
Chili ·
China ·
Colombia ·
Congo-Brazzaville ·
Costa Rica ·
Cuba ·
Curaçao ·
Cyprus ·
DDR ·
Denemarken ·
Dominica ·
Duitsland ·
Ecuador ·
Egypte ·
El Salvador ·
Engeland ·
Estland ·
Faeröer · 
Finland ·
Frankrijk ·
Ghana ·
Griekenland ·
Guatemala ·
Haïti ·
Honduras ·
Hongarije ·
Hongkong ·
Ierland ·
IJsland ·
Indonesië ·
Iran ·
Italië ·
Jamaica ·
Japan ·
Joegoslavië ·
Kaaimaneilanden ·
Kameroen ·
Kroatië ·
Libië ·
Luxemburg ·
Maleisië ·
Malta ·
Marokko ·
Mauritanië ·
Mexico ·
Moldavië ·
Nederland ·
Nieuw-Zeeland ·
Nigeria ·
Noord-Ierland ·
Noord-Korea ·
Noord-Macedonië ·
Oekraïne ·
Oezbekistan ·
Oostenrijk ·
Panama ·
Paraguay ·
Peru ·
Polen ·
Portugal ·
Puerto Rico ·
Qatar ·
Saint Kitts en Nevis ·
Saint Lucia ·
Saint Vincent en de Grenadines ·
San Marino ·
Saoedi-Arabië ·
Schotland ·
Singapore ·
Slovenië ·
Sovjet-Unie ·
Spanje ·
Suriname ·
Trinidad en Tobago ·
Tsjechië ·
Tunesië ·
Turkije ·
Uruguay ·
Venezuela ·
Verenigde Staten ·
Wales ·
Wit-Rusland ·
Zuid-Afrika ·
Zuid-Korea ·
Zwitserland
België (2022)
AFC-zone: Afghanistan · Australië · Bahrein · Bangladesh · Bhutan · Brunei · Cambodja · China · Filipijnen · Guam · Hongkong · India · Indonesië · Iran · Irak · Japan · Jemen · Jordanië · Koeweit · Kirgizië · Laos · Libanon · Macau · Maleisië · Maldiven · Mongolië · Myanmar · Nepal · Noord-Korea · Oezbekistan · Oman · Oost-Timor · Pakistan · Palestina · Qatar · Saoedi-Arabië · Singapore · Sri Lanka · Syrië · Tadzjikistan · Taiwan · Thailand · Turkmenistan · Verenigde Arabische Emiraten · Vietnam · Zuid-Korea

CAF-zone: Algerije · Angola · Benin · Botswana · Burkina Faso · Burundi · Centraal-Afrikaanse Republiek · Comoren · Congo-Brazzaville · Congo-Kinshasa · Djibouti · Egypte · Equatoriaal-Guinea · Eritrea · Ethiopië · Gabon · Gambia · Ghana · Guinee · Guinee-Bissau · Ivoorkust · Kaapverdië · Kameroen · Kenia · Lesotho · Liberia · Libië · Madagaskar · Malawi · Mali  ·Mauritanië · Mauritius · Marokko · Mozambique · Namibië · Niger · Nigeria · Oeganda · Rwanda · Sao Tomé en Principe · Senegal · Seychellen · Sierra Leone · Soedan · Somalië · Swaziland · Tanzania · Togo · Tsjaad · Tunesië · Zambia · Zimbabwe · Zuid-Afrika

CONCACAF-zone: Amerikaanse Maagdeneilanden · Anguilla · Antigua en Barbuda · Aruba · Bahama's · Barbados · Belize · Bermuda · Britse Maagdeneilanden · Canada · Kaaimaneilanden · Costa Rica · Cuba · Dominica · Dominicaanse Republiek · El Salvador · Frans Guyana · Grenada · Guadeloupe · Guatemala · Guyana · Haïti · Honduras · Jamaica · Martinique · Mexico · Montserrat · 
Nicaragua · Panama · Puerto Rico · Saint Kitts en Nevis · Saint Lucia · Saint Vincent en de Grenadines · Sint Maarten · Suriname · Trinidad en Tobago · Turks- en Caicoseilanden · Verenigde Staten

CONMEBOL-zone: Argentinië · Bolivia · Brazilië · Chili · Colombia · Ecuador · Paraguay · Peru · Uruguay · Venezuela

OFC-zone: Amerikaans-Samoa · Cookeilanden · Fiji · Nieuw-Caledonië · Nieuw-Zeeland · Papoea-Nieuw-Guinea · Samoa · Salomoneilanden · Tahiti · Tonga · Vanuatu

UEFA-zone: Albanië · Andorra · Armenië · Azerbeidzjan · België · Bosnië en Herzegovina · Bulgarije · Cyprus · Denemarken · Duitsland · Engeland · Estland · Faeröer · Finland · Frankrijk · Georgië · Griekenland · Hongarije · IJsland · Ierland · Israël · Italië · Kazachstan · Kroatië · Letland · Liechtenstein · Litouwen · Luxemburg · Macedonië · Malta · Moldavië · Montenegro · Nederland · Noord-Ierland · Noorwegen · Oekraïne · Oostenrijk · Polen · Portugal · Roemenië · Rusland · San Marino · Schotland · Servië · Servië en Montenegro · Slovenië · Slowakije · Spanje · Tsjechië · Turkije · Wales · Wit-Rusland · Zweden · Zwitserland